# Campeonato Sul-Americano de Marcha Atlética de 2010
O 18º Campeonato Sul-Americano de Marcha Atlética de 2010 foi realizado na cidade de Cochabamba, na Bolívia, entre 6 e 7 de março de 2010. Participaram do evento 66 atletas de oito nacionalidades membros da CONSUDATLE. 

## Medalhistas
Ao todo foram disputadas sete categorias. 
| Evento                 | Ouro                   | Ouro    | Prata                     | Prata   | Bronze                    | Bronze  |
| ---------------------- | ---------------------- | ------- | ------------------------- | ------- | ------------------------- | ------- |
| Maculino               |                        |         |                           |         |                           |         |
| 20 km sênior           | Rolando Saquipay (ECU) | 1:24:50 | Gustavo Restrepo (COL)    | 1:27:40 | Yerko Araya (CHI)         | 1:30:45 |
| 50 km sênior           | Mesías Zapata (ECU)    | 4:17:00 | Washington Alvarado (ECU) | 4:21:08 | David Guevara (ECU)       | 4:22:37 |
| 10 km júnior (Sub-20)  | Caio Bonfim (BRA)      | 43:08   | José Montaña (COL)        | 43:20   | Niel García (PER)         | 46:10   |
| 10 km juvenil (Sub-18) | Eider Arévalo (COL)    | 43:35   | Brian Pintado (ECU)       | 47:00   | Óscar Villavicencio (ECU) | 47:51   |
| Equipe masculino       |                        |         |                           |         |                           |         |
| 20 km sênior           | Equador                | 10 pts  | Brasil                    | 31 pts  |                           |         |
| 50 km sênior           | Equador                | 6 pts   |                           |         |                           |         |
| 10 km júnior (Sub-20)  | Equador                | 10 pts  | Brasil                    | 12 pts  | Bolívia                   | 16 pts  |
| 10 km juvenil (Sub-18) | Equador                | 5 pts   | Bolívia                   | 11 pts  |                           |         |
| Feminino               |                        |         |                           |         |                           |         |
| 20 km sênior           | Sandra Galvis (COL)    | 1:40:48 | Claudia Balderrama (BOL)  | 1:42:48 | Milanggela Rosales (VEN)  | 1:43:33 |
| 10 km júnior (Sub-20)  | Wendy Cornejo (BOL)    | 52:46   | Ana Karina Bustos (ECU)   | 54:02   | Katherine Álvarez (ECU)   | 55:20   |
| 5 km juvenil (Sub-18)  | Kimberly García (PER)  | 24:24   | Ana Karina Bustos (ECU)   | 25:11   | Wendy Cornejo (BOL)       | 25:23   |
| Feminino equipe        |                        |         |                           |         |                           |         |
| 20 km sênior           | Bolívia                | 15 pts  | Equador                   | 19 pts  |                           |         |
| 10 km júnior (Sub-20)  | Equador                | 5 pts   | Bolívia                   | 5 pts   | Brasil                    | 14 pts  |
| 5 km juvenil (Sub-18)  | Peru                   | 5 pts   | Equador                   | 7 pts   | Bolívia                   | 10 pts  |

## Resultados
O resultado do campeonato é  detalhado a seguir. 

### Masculino sênior 20 km
Individual
| Posição           | Atleta                     | Tempo   |
| ----------------- | -------------------------- | ------- |
| Medalha de ouro   | Rolando Saquipay ECU       | 1:24:50 |
| Medalha de prata  | Gustavo Restrepo COL       | 1:27:40 |
| Medalha de bronze | Yerko Araya CHI            | 1:30:45 |
| 4                 | Jonathan Cáceres ECU       | 1:31:55 |
| 5                 | Ricardo Lojan ECU          | 1:34:16 |
| 6                 | Wilman Vera VEN            | 1:37:29 |
| 7                 | Fabio Benito González ARG  | 1:38:06 |
| 8                 | Luiz Felipe dos Santos BRA | 1:38:24 |
| 9                 | Joaquín Quispe PER         | 1:38:26 |
| 10                | Yerenman Salazar VEN       | 1:39:57 |
| 11                | Daniel Perim Tomasi BRA    | 1:42:24 |
| 12                | Moacir Zimmermann BRA      | 1:51:12 |
| —                 | Andrés Chocho ECU          | DSQ     |
| —                 | Ronald Quispe BOL          | DSQ     |
| —                 | Edward Araya CHI           | DSQ     |

Equipe
| Posição          | Nacionalidade | Pontos |
| ---------------- | ------------- | ------ |
| Medalha de ouro  | Equador       | 10 pts |
| Medalha de prata | Brasil        | 31 pts |

### Masculino sênior 50 km
Individual
| Posição           | Atleta                    | Tempo   |
| ----------------- | ------------------------- | ------- |
| {                 | Mesías Zapata ECU         | 4:17:00 |
| Medalha de prata  | Washington Alvarado ECU   | 4:21:08 |
| Medalha de bronze | David Guevara ECU         | 4:22:37 |
| 4                 | Edgar Cudco ECU           | 4:34:23 |
| 5                 | Miguel Ángel González BOL | 5:13:34 |
| —                 | Diogo Gamboa BRA          | DNF     |
| —                 | Julián Choque BOL         | DNF     |

Equipe
| Posição         | Nacionalidade | Pontos |
| --------------- | ------------- | ------ |
| Medalha de ouro | Equador       | 6 pts  |

### Masculino júnior (Sub-20) 10 km
Individual
| Posição           | Atleta                      | Tempo |
| ----------------- | --------------------------- | ----- |
| Medalha de ouro   | Caio Bonfim BRA             | 43:08 |
| Medalha de prata  | José Montaña COL            | 43:20 |
| Medalha de bronze | Niel García PER             | 46:10 |
| 4                 | Brian Pintado ECU           | 46:50 |
| 5                 | Ariel Magallanes ARG        | 47:43 |
| 6                 | Óscar Villavicencio ECU     | 48:20 |
| 7                 | Marco Antonio Rodríguez BOL | 50:19 |
| 8                 | Oscar Orozco ECU            | 50:19 |
| 9                 | Alvaro Carpio BOL           | 51:44 |
| 10                | Jean Pierre Valenzuela CHI  | 51:54 |
| 11                | Jean Pedro Rominhuk BRA     | 52:29 |
| 12                | Hudson Santos BRA           | 52:35 |
| 13                | Rodrigo Flores BOL          | 57:23 |

Equipe
| Posição           | Nacionalidade | Pontos |
| ----------------- | ------------- | ------ |
| Medalha de ouro   | Equador       | 10 pts |
| Medalha de prata  | Brasil        | 12 pts |
| Medalha de bronze | Bolívia       | 16 pts |

### Masculino juvenil (Sub-18) 10 km
Individual
| Posição           | Atleta                      | Tempo |
| ----------------- | --------------------------- | ----- |
| Medalha de ouro   | Eider Arévalo COL           | 43:35 |
| Medalha de prata  | Brian Pintado ECU           | 47:00 |
| Medalha de bronze | Óscar Villavicencio ECU     | 47:51 |
| 4                 | Jean Pierre Valenzuela CHI  | 50:36 |
| 5                 | Marco Antonio Rodríguez BOL | 50:43 |
| 6                 | Alvaro Carpio BOL           | 51:44 |
| 7                 | Dolourso Flores PER         | 54:35 |
| 8                 | Hiago Garcia BRA            | 56:46 |

Equipe
| Posição          | Nacionalidade | Pontos |
| ---------------- | ------------- | ------ |
| Medalha de ouro  | Equador       | 5 pts  |
| Medalha de prata | Bolívia       | 11 pts |

### Feminino sênior 20 km
Individual
| Posição           | Atleta                  | Tempo   |
| ----------------- | ----------------------- | ------- |
| Medalha de ouro   | Sandra Galvis COL       | 1:40:48 |
| Medalha de prata  | Claudia Balderrama BOL  | 1:42:48 |
| Medalha de bronze | Milanggela Rosales VEN  | 1:43:33 |
| 4                 | Claudia Cornejo BOL     | 1:44:18 |
| 5                 | Yadira Guamán ECU       | 1:44:29 |
| 6                 | Johana Ordóñez ECU      | 1:45:08 |
| 7                 | Tânia Spindler BRA      | 1:45:36 |
| 8                 | Paola Pérez ECU         | 1:50:14 |
| 9                 | Jaaneth Mamani BOL      | 1:51:58 |
| —                 | Cisiane Dutra Lopes BRA | DSQ     |
| —                 | Erica Rocha de Sena BRA | DSQ     |

Equipe
| Posição          | Nacionalidade | Pontos |
| ---------------- | ------------- | ------ |
| Medalha de ouro  | Bolívia       | 15 pts |
| Medalha de prata | Equador       | 19 pts |

### Feminino júnior (Sub-20) 10 km
Individual
| Posição           | Atleta                 | Tempo   |
| ----------------- | ---------------------- | ------- |
| Medalha de ouro   | Wendy Cornejo BOL      | 52:46   |
| Medalha de prata  | Ana Karina Bustos ECU  | 54:02   |
| Medalha de bronze | Katherine Álvarez ECU  | 55:20   |
| 4                 | Jessica Argote BOL     | 56:21   |
| 5                 | Cleia Silva BRA        | 56:27   |
| 6                 | Luisa Navarro COL      | 57:26   |
| 7                 | Ángela Castro BOL      | 58:38   |
| 8                 | Catherine Pérez BOL    | 58:46   |
| 9                 | Mayara Vicentainer BRA | 1:02:15 |
| 10                | Camila da Silva BRA    | 1:07:48 |
| —                 | Nahir Viveros BOL      | DSQ     |

Equipe
| Posição           | Nacionalidade | Pontos |
| ----------------- | ------------- | ------ |
| Medalha de ouro   | Equador       | 5 pts  |
| Medalha de prata  | Bolívia       | 5 pts  |
| Medalha de bronze | Brasil        | 14 pts |

### Feminino juvenil (Sub-18) 5 km
Individual
| Posição           | Atleta                | Tempo |
| ----------------- | --------------------- | ----- |
| Medalha de ouro   | Kimberly García PER   | 24:24 |
| Medalha de prata  | Ana Karina Bustos ECU | 25:11 |
| Medalha de bronze | Wendy Cornejo BOL     | 25:23 |
| 4                 | Myrna García PER      | 25:48 |
| 5                 | Katherine Álvarez ECU | 26:04 |
| 6                 | Ana Leydy Daza COL    | 27:33 |
| 7                 | Ángela Castro BOL     | 27:49 |
| 8                 | Nahir Viveros BOL     | 28:19 |
| 9                 | Andressa Da Silva BRA | 28:51 |
| 10                | Emely Torrico BOL     | 31:29 |
| —                 | Nohelia Magne BOL     | DSQ   |

Equipe
| Posição           | Nacionalidade | Pontos |
| ----------------- | ------------- | ------ |
| Medalha de ouro   | Peru          | 5 pts  |
| Medalha de prata  | Equador       | 7 pts  |
| Medalha de bronze | Bolívia       | 10 pts |

## Participantes
A participação de 66 atletas de 8 países. 
| - Argentina (2) - Bolívia (16) - Brasil (15) | - Chile (3) - Colômbia (6) - Equador (16) | - Peru (5) - Venezuela (3) |